# Francisco Encarnación
Francisco Antonio Encarnación (ur. 14 kwietnia 1989) – dominikański zapaśnik walczący w stylu klasycznym. Zajął szesnaste miejsce na mistrzostwach świata w 2009. Zdobył brązowy medal na igrzyskach panamerykańskich w 2011. Cztery medale mistrzostw panamerykańskich, srebrny w 2010. Drugi na igrzyskach Ameryki Środkowej i Karaibów w 2010. Wicemistrz Ameryki Płd. w 2014 roku.